# Fagnampleu
Fagnampleu è una città e sottoprefettura della Costa d'Avorio appartenente al dipartimento di Man. Conta una popolazione di 2 967 abitanti (censimento 2014).